# Anti Tour
Tournées par Kylie Minogue
Aphrodite : Les Folies Tour

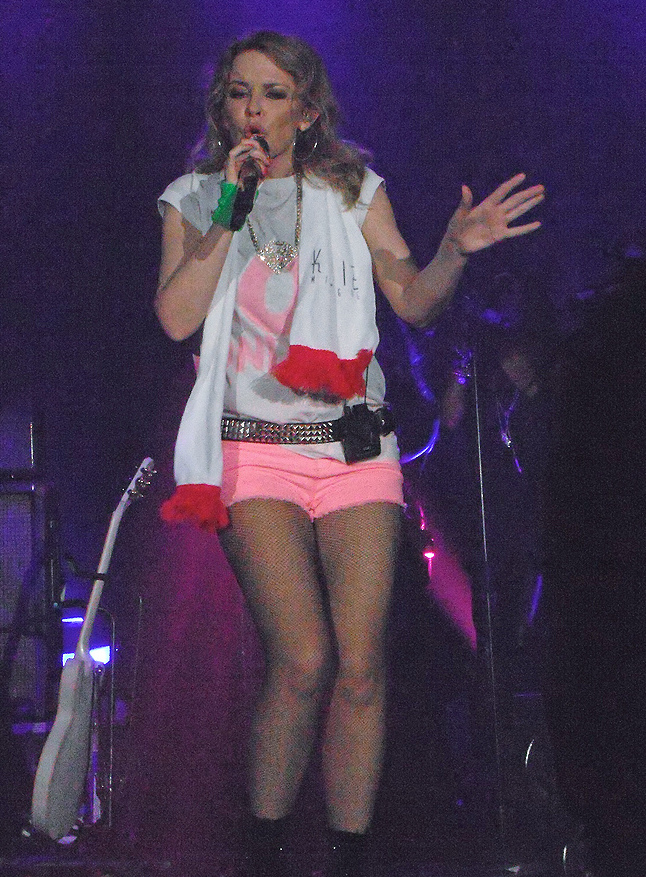

(2011) Kiss Me Once Tour
(2014-2015)
The K25 Anti Tour est la onzième tournée de Kylie Minogue, le décor est minimaliste et elle ne compte que cinq dates en tout. Kylie n'y interprète que des Face-B et d'autres titres peu connus de son répertoire. Elle déclare à ce sujet au Daily Express « J'aime beaucoup l'idée d'un « Anti-Tour ». Il serait à l'opposé de l'Aphrodite Tour. Je ne pense pas que je peux faire une plus grosse production que celle-là. J'aimerais faire des shows plus intimistes : pas de danse, pas de lumière, rien de tape-à-l'œil. Je chanterais des titres qui n'ont jamais pu être inclus dans un spectacle comme celui d'Aphrodite. Ce ne serait que des Face-B ou des chansons que je n'aurais joué qu'une fois ».

## Setlist
1. Magnetic Electric
2. Made in Heaven
3. Cherry Bomb
4. B.P.M.
5. Mighty Rivers
6. I'm Over Dreaming (Over You)
7. Always Find the Time
8. You're the One
9. ightrope
10. Paper Dolls
11. Stars
12. Drunk
13. Say Hey
14. Too Much
15. Bittersweet Goodbye
16. Disco Down
17. I Don't Need Anyone
18. Got To Be Certain
19. Things Can Only Get Better
20. That's Why They Write Love Songs
21. Tears On My Pillow
22. Enjoy Yourself

## Dates et lieux des concerts
| Date              | Ville      | Pays        | Lieu               | Affluence              | Revenu      |
| ----------------- | ---------- | ----------- | ------------------ | ---------------------- | ----------- |
| Etape 1 - Océanie |            |             |                    |                        |             |
| 18 mars 2012      | Melbourne  | Australie   | Palace Theatre     | >3 710 / 3 710         | 395 680 $   |
| 20 mars 2012      | Sydney     | Australie   | Luna Park Sydney   | 3 000 / 3 000          | 326 900 $   |
| Etape 2 - Europe  |            |             |                    |                        |             |
| 1er mai 2012      | Manchester | Royaume-Uni | Manchester Academy | 4 000 / 4 000          | 411 876 $   |
| 2 mai 2012        | Manchester | Royaume-Uni | Manchester Academy | 4 000 / 4 000          | 411 876 $   |
| 3 mai 2012        | Londres    | Royaume-Uni | Hammersmith Apollo | 5 055 / 5 055          | 588 242 $   |
| TOTAL             | TOTAL      | TOTAL       | TOTAL              | 15 765 / 15 765 (100%) | 1 721 698 $ |